# Sarcophaga panchganiensis
Sarcophaga panchganiensis är en tvåvingeart som beskrevs av Nandi 1993. Sarcophaga panchganiensis ingår i släktet Sarcophaga och familjen köttflugor. Inga underarter finns listade i Catalogue of Life.